# Elènia beccurta
L'elènia beccurta (Elaenia parvirostris) és un ocell de la família dels tirànids (Tyrannidae).

## Hàbitat i distribució
Habita els boscos de ribera, bosc obert i clars de les terres baixes des de Bolívia, Uruguai i sud del Brasil cap al sud fins al centre de l'Argentina.